# Gasteracantha clavatrix
Gasteracantha clavatrix là một loài nhện trong họ Araneidae.
Loài này thuộc chi Gasteracantha. Gasteracantha clavatrix được Charles Athanase Walckenaer miêu tả năm 1842.